# Tři tygři
Tři tygři je název ostravské komediální a improvizační show. Soubor Tří tygrů tvoří Albert Čuba, Štěpán Kozub, Robin Ferro a Vladimír Polák. O klavírní doprovod se stará Martin Pančocha.
Představení Tří tygrů je možno zhlédnout v klubu Heligonka, kde skupina vznikla, či v Divadle Mír. Show se skládá z řady kratších skečů. Téma většinou vybírají sami diváci. Každý z herců má několik postav, které obvykle ztvárňuje.
Tři tygři působí také na YouTube, kde mají přes 307 tisíc odběratelů a přes 74 milionů zhlédnutí.
Jejich první představení bylo 29. 10. 2015.
Tři tygři si mezi sebe taky berou hosty, jako jsou například Lada Bělašková, Beáta Hrnčiříková, Josef Kaluža, Ondřej Malý, Petr Panzenberger, Jiří Sedláček, Michal Sedláček, Jakub Vašek, Kristýna Lipinová nebo Milan Baroš. 
Tři tygři se taky podíleli na vzniku reality show Vyplašení, seriálu sKORO NA mizině a filmu Tři tygři ve filmu JACKPOT.

## Postavy
- Milan, Jeňa Vavara a David Hoša v podání Alberta Čuby
- Lumír, David Votrubek, Pražák Voliver a Jugoslav Vavara v podání Štěpána Kozuba
- Mojmír, Maruna Vavarová, Boris Adamačenko a Hyacint Pokuta v podání Robina Ferra
- Láďa, Dojčeslav Vavara a Marcel v podání Vladimíra Poláka
- Karmen v podání Lady Bělaškové
- Žaneta v podání Beáty Hrnčiříkové
- Brankář Vlaštůvka v podání Ondřeje Malého
- Moderátor v podání Michala Sedláčka
- Mireček v podání Jakuba Vaška
- Tereza Pregnantová v podání Kristýny Lipinové

## Seznam skečů na YouTube
1. Pražskej týpek ve Vostravě!!!
2. Rodinka přestupuje!
3. Adamačenko in a Tram
4. Tatínek přezkušuje
5. Lumír rozbil sklo
6. Všechno má svůj důvod
7. Milanova instruktáž
8. Hustá bitka!
9. Kurz sebeovládání
10. Historky z kanclu - Kopírka
11. Lumír a Milan - Konflikt v baru
12. Policejní zásah!
13. Mojmír a Milan - Street fight!
14. Dvě deci bílého...
15. Milan a Lumír - Jak sbalit holku
16. Vánoce s rodinkou | 1. část
17. Vánoce s rodinkou | 2. část
18. Silvestr s rodinkou
19. U psychiatra
20. Únik (shooting leak)
21. Robosvět
22. Milan, Lumír a Mojmír na valentýnské seznamce
23. Firma, jakou svět neviděl
24. HeToo
25. Porod naruby
26. Zaseknutý pár
27. Historky z pánských WC
28. Milan u lékaře
29. Pražskej týpek ve vostravským džymu
30. U Mojmíra doma
31. Dobyvatel: vzkříšení
32. Milan, Lumír a Mojmír – konflikt v džymu
33. Los Borcos: Problémy drsných mužů
34. Italský hřebec, Pražák a Milanův drým džob
35. Mojmír kastelánem
36. TŘI TYGŘI a jeden delfín
37. Výcvik dokonalého úředníka
38. Milan Baroš tribute
39. Bary: život po životě
40. Miss Domidudy motivuje v džymu
41. Vavarovi: dárek pro Marunu
42. Rekvalifikovaný doktor
43. Láska za mřížemi – valentýnský song
44. Opozdilé sudičky
45. Pražskej týpek: vostravskej stěr
46. Milan a Lumír: korona v teritoriu?
47. Boris Adamačenko předvádí nejúčinnější respirátor
48. Andrej Bumbiš: sváteční poslání s okamžitou platností
49. Vánoce u Vavarů: pohádka z manželského života
50. BDSM TV News
51. Nathan Belhavy | 1st lesson: Basic defense technique
52. Libový Vánoce v pražský firmě | Nová asistentka
53. Libový Vánoce v pražský firmě | Voliverův návrat
54. Lumírův drým džob
55. Milan se vrací
56. Milan a Lumír na horské dráze
57. Autodrom
58. Létající sloni
59. Vzduchové trampolíny

## Seznam dílů Vyplašených
1. Reality show VyPlašení (trailer)
2. VyPlašení #1 – Není cesty zpět
3. VyPlašení #2 – První krev
4. VyPlašení #3 – Trojitý zásah
5. VyPlašení – Voliverův návrat do Prahy (spin-off)
6. VyPlašení #4 – Postradatelný
7. VyPlašení #5 – Pravdivé lži
8. VyPlašení #6 – Endgame
9. VyPlašení – Late night show
10. VyPlašení – Skandální odhalení!!

## Seznam dílů Tři Tygři: Cesta na Olymp
1. Skok hluboký
2. Štafeta 4 x 100 m
3. Ulitý start
4. Sportovní rybaření
5. Ultrarychlý desetiboj
6. Marathon
7. Závod v trhu
8. Vodní slalom
9. Hod diskem
10. Souboj Šu-Linů
11. Čtvrtka s kajakem
12. Skok do hrobu
13. Skok do pysku
14. Evoluce šermu
15. Skok do dálky